# 侯德昌
侯德昌（1934年—），河南辉县孟庄镇人，中国书画家。

## 生平
侯德昌1934年生于河南辉县孟庄镇一个贫苦农民家庭。自幼喜爱书画，练习刻字。上了两年多小学之后，便以优异成绩考入辉县一中。1956年又考入中央工艺美院陶瓷系，毕业后留校任教。侯德昌研究山水画及书法、刻字。

## 作品
- 幽燕金秋图（1994年，与耿安辉、窦宪敏合作，悬挂于人民大会堂东大厅）
- 松涛深处听泉声（2008年，与耿安辉合作，悬挂于人民大会堂）
- 松瀑图（悬挂于人民大会堂常委厅）
- 到韶山（隶书，悬挂于人民大会堂东大厅）
- 九九归字图（书法，悬挂于人民大会堂澳门厅）
- 黄山卧龙松（悬挂于人民大会堂澳门厅）
- 山高松青（2009年9月吴邦国委员长访问美国时赠给美国总统奥巴马）

此外，侯德昌还曾为中南海、中央军委八一大楼等场所以及申办奥运会等重大活动绘制作品。